# الجرامز (السياني)

تعديل مصدري - تعديل

الجرامز محلة تابعة لقرية الصيرات، التابعة لعزلة عميد الداخل بمديرية السياني إحدى مديريات محافظة إب في الجمهورية اليمنية.، بلغ تعداد سكانها 35 حسب تعداد اليمن لعام 2004.